# Keijo Korhonen (politiker)

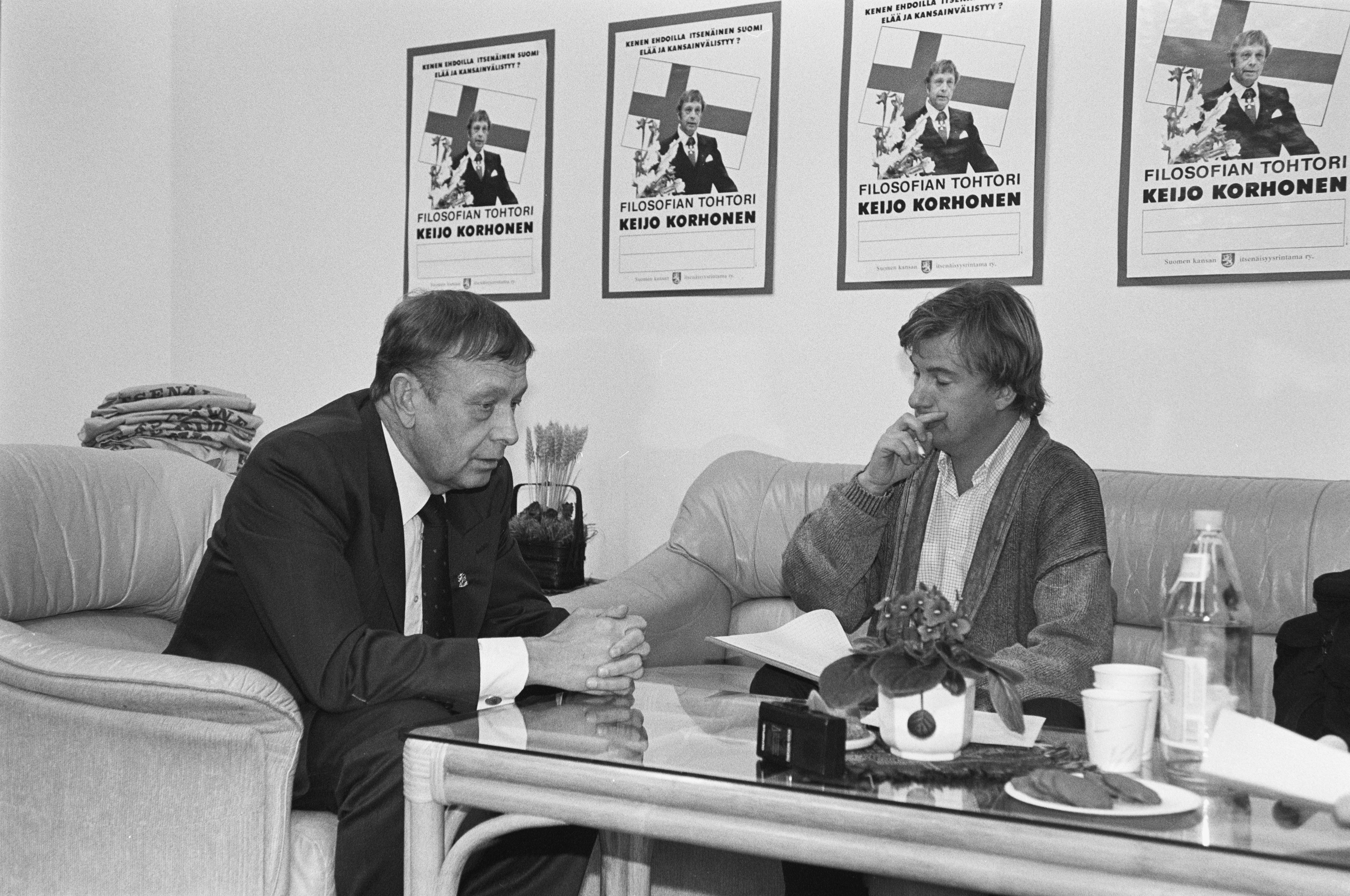
Presidentkandidat Keijo Korhonen intervjuas av Staffan Bruun år 1993.

Keijo Tero Korhonen, född 23 februari 1934 i Paldamo, död 6 juni 2022 i Tucson, Arizona, USA, var en finländsk politiker och diplomat. Han var Finlands utrikesminister 1976–1977 och FN-ambassadör 1983–1988.
I regeringen Miettunen III tjänstgjorde Korhonen som utrikesminister från 29 september 1976 till 15 maj 1977. Han var utrikespolitisk rådgivare åt statsminister Harri Holkeri 1988–1989. Korhonen utgav flera böcker inom ämnet politisk historia och tjänstgjorde som professor vid Helsingfors universitet samt undervisade vid University of Arizona. Korhonen, som hade varit centerpartistisk utrikesminister, ställde upp i presidentvalet i Finland 1994 som obunden kandidat och fick 5,8 % av rösterna i valets första omgång.

## Utmärkelser
- Kommendör av Sankt Mikaels och Sankt Georgsorden,  1969[6]
- Storriddare av Isländska falkorden,  1972[7]
- Kommendörstecknet av Finlands Lejons orden,  1975[6]
- Stort hederstecken i guld med band av Österrikiska republikens förtjänstorden,  1977[6]
- Kommendörstecknet av I klass av Finlands Lejons orden,  1980[6]

[Redigera Wikidata]